# Code de l'aviation civile
Lire en ligne

http://www.legifrance.gouv.fr/affichCode.do?cidTexte=LEGITEXT000006074234&dateTexte=20101102

Code des transports
Le Code de l'aviation civile est un code juridique en vigueur regroupant les dispositions juridiques relatives à l'aviation civile en droit français, créé sous le nom de Code de l'aviation civile et commerciale. Certaines dispositions en ont été abrogées en 2010 et reprises dans le Code des transports.

## Histoire
D'abord appelé code de l'aviation civile et commerciale, il a fait l'objet d'une recodification par deux décrets nos 67-333 (partie législative) et 67-334 (partie réglementaire) du 30 mars 1967. La partie législative a acquis pleinement force de loi par la loi no 72-1090 du 8 décembre 1972.
Sa partie législative (sauf pour certaines dispositions) ainsi que plusieurs articles de sa partie réglementaire ont été abrogés par l'ordonnance no 2010-1307 du 28 octobre 2010, avec effet au 1er décembre 2010 et reprises dans le Code des transports. 

## Plan général
Le code de l'aviation civile, en 2010, comporte une partie législative et une partie réglementaire, qui suivent le plan suivant :
- Livre Ier : aéronefs
- Livre II  : aérodromes
- Livre III : transports aériens
- Livre IV  : personnel navigant
- Livre V : dispositions particulières relatives à la formation aéronautique
- Livre VI : imputations des charges
- Livre VII : enquête technique relative aux accidents et incidents, protection de l'information

La numérotation des articles suit les principes appliqués aux codes récents : chaque numéro comporte trois chiffres suivis d'un tiret et d'un ou plusieurs numéros supplémentaires, reflétant l'organisation du code. L'article L. 321-5 est ainsi le 5e article du chapitre Ier du titre II du livre III.